# Minas Tênis Clube 2023-2024 (pallavolo maschile)
Questa voce raccoglie le informazioni riguardanti il Minas Tênis Clube nella stagione 2023-2024.

## Stagione
Il Minas Tênis Clube utilizza la denominazione sponsorizzata Itambé/Minas nella stagione 2023-24.
Partecipa alla Superliga Série A, dove ottiene un quinto posto in regular season: viene poi eliminato ai quarti di finale dei play-off scudetto, sconfitto dall'Índios Guarus; si classifica pertanto al settimo posto finale. Viene eliminato ai quarti di finale anche in Coppa del Brasile, eliminato anche in questo caso dal club di Guarulhos.
A livello statale è di scena nella finale del Campionato Mineiro, sconfitto dal Sada; in ambito internazionale, invece, raggiunge la finale del campionato mondiale, venendo sconfitto dagli italiani della Sir Safety Perugia.

## Organigramma societario
Area direttiva
- Presidente: Carlos Teixeira

Area tecnica
- Allenatore: Guilherme Novaes
- Assistente allenatore: Fernando Costa

Area sanitaria
- Fisioterapista: Felipe Galdino

## Rosa
| N° | Nome                    | Ruolo | Data di nascita   | Nazionalità sportiva |
| -- | ----------------------- | ----- | ----------------- | -------------------- |
| 1  | Lucas Oishi             | S     | 29 maggio 2004    | Brasile              |
| 2  | Austin Wilmot           | C     | 15 marzo 1998     | Stati Uniti          |
| 3  | Gustavo Orlando         | P     | 10 agosto 2002    | Brasile              |
| 4  | Henrique Guedes         | C     | 9 febbraio 2002   | Brasile              |
| 5  | Lucas Lóh               | S     | 18 gennaio 1991   | Brasile              |
| 6  | Paulo Vinícios da Silva | S     | 23 agosto 2001    | Brasile              |
| 7  | Murilo Radke            | P     | 31 gennaio 1989   | Brasile              |
| 8  | Samuel Neufeld          | O     | 18 agosto 2004    | Brasile              |
| 9  | Pedro Meijon            | P     | 3 marzo 2004      | Brasile              |
| 10 | Marcus Coelho           | S     | 29 settembre 2000 | Brasile              |
| 11 | Michael Sánchez         | O     | 5 giugno 1986     | Cuba                 |
| 12 | Isac Santos             | C     | 13 dicembre 1990  | Brasile              |
| 13 | Renan Michelucci        | C     | 3 gennaio 1994    | Brasile              |
| 15 | Maique Nascimento       | L     | 16 luglio 1997    | Brasile              |
| 16 | Kelvi Souza             | C     | 15 giugno 2001    | Brasile              |
| 17 | Bryan da Silva          | O     | 1º novembre 2005  | Brasile              |
| 18 | João Pedro Ávila        | S     | 13 aprile 2006    | Brasile              |
| 19 | Arthur Bento            | S     | 8 giugno 2004     | Brasile              |
| 21 | Filipe Cipriano         | L     | 16 gennaio 2003   | Brasile              |

## Mercato
| Acquisti | Acquisti         | Acquisti          | Acquisti   |
| R.       | Nome             | da                | Modalità   |
| -------- | ---------------- | ----------------- | ---------- |
| S        | Lucas Lóh        | Índios Guarus     | definitivo |
| C        | Renan Michelucci | Montpellier       | definitivo |
| P        | Gustavo Orlando  | Academia do Vôlei | definitivo |
| P        | Murilo Radke     | Bursa BB          | definitivo |
| O        | Michael Sánchez  | Amigos do Vôlei   | definitivo |
| C        | Isac Santos      | Jakarta STIN BIN  | definitivo |

- Henrique Guedes, C, promosso dal settore giovanile;
- Pedro Meijon, P, promosso dal settore giovanile.

| Cessioni | Cessioni           | Cessioni          | Cessioni   |
| R.       | Nome               | a                 | Modalità   |
| -------- | ------------------ | ----------------- | ---------- |
| O        | João Adriano       | Academia do Vôlei | definitivo |
| P        | William Arjona     | -                 | ritirato   |
| C        | Edson da Paixão    | BVC               | definitivo |
| C        | Matheus dos Santos | Amigos do Vôlei   | definitivo |
| S        | Luis Estrada       | Lvi Praha         | definitivo |
| S        | Henrique Honorato  | Norte Catarinense | definitivo |
| P        | Lucas Machado      | Ball State        | definitivo |
| S        | Henrique Meireles  | Vôlei Pró         | definitivo |
| P        | Rhendrick Rosa     | Norte Catarinense | definitivo |
| O        | André Saliba       | Academia do Vôlei | definitivo |
| C        | Gabriel Vilaça     | Vôlei Pró         | definitivo |
| O        | Leandro Vissotto   | -                 | ritirato   |

## Risultati

### Superliga Série A

#### Girone di andata
| 1ª giornata - 13 novembre 2023 Ginásio General Mário Brum, Uberlândia      | ABCD            | 0 - 3 | Minas             | 21-25, 22-25, 22-25               |
| 2ª giornata - 21 novembre 2023 Arena Juscelino Kubitschek, Belo Horizonte  | Minas           | 3 - 0 | Suzano            | 25-22, 25-23, 25-18               |
| 3ª giornata - 24 novembre 2023 Farma Conde Arena, São José dos Campos      | Amigos do Vôlei | 3 - 0 | Minas             | 25-17, 25-23, 25-21               |
| 4ª giornata - 29 novembre 2023 Arena Juscelino Kubitschek, Belo Horizonte  | Minas           | 3 - 0 | APAN              | 25-16, 25-23, 25-16               |
| 5ª giornata - 21 dicembre 2023 Ginásio do Riacho, Belo Horizonte           | Sada            | 3 - 0 | Minas             | 25-14, 25-23, 25-21               |
| 6ª giornata - 11 novembre 2023 Arena Juscelino Kubitschek, Belo Horizonte  | Minas           | 3 - 0 | Norte Catarinense | 25-21, 25-20, 25-22               |
| 7ª giornata - 18 dicembre 2023 Arena Juscelino Kubitschek, Belo Horizonte  | Minas           | 3 - 0 | AEESB             | 25-18, 25-23, 25-19               |
| 8ª giornata - 23 dicembre 2023 Ginásio Ponte Grande, Guarulhos             | Índios Guarus   | 3 - 1 | Minas             | 22-25, 25-22, 27-25, 25-17        |
| 9ª giornata - 7 gennaio 2024 Arena Juscelino Kubitschek, Belo Horizonte    | Minas           | 3 - 0 | Academia do Vôlei | 25-23, 25-20, 25-22               |
| 10ª giornata - 13 gennaio 2024 Ginásio Marcello de Castro Leite, San Paolo | Sesi            | 3 - 1 | Minas             | 25-21, 25-23, 23-25, 30-28        |
| 11ª giornata - 17 gennaio 2024 Arena Juscelino Kubitschek, Belo Horizonte  | Minas           | 3 - 2 | BVC               | 25-22, 25-23, 21-25, 21-25, 18-16 |

#### Girone di ritorno
| 12ª giornata - 21 gennaio 2024 Arena Juscelino Kubitschek, Belo Horizonte   | Minas             | 1 - 3 | ABCD            | 21-25, 25-16, 35-37, 24-26        |
| 13ª giornata - 31 gennaio 2024 Arena Suzano, Suzano                         | Suzano            | 1 - 3 | Minas           | 29-31, 25-19, 25-27, 22-25        |
| 14ª giornata - 4 febbraio 2024 Arena Juscelino Kubitschek, Belo Horizonte   | Minas             | 0 - 3 | Amigos do Vôlei | 23-25, 17-25, 20-25               |
| 15ª giornata - 8 febbraio 2024 Ginásio Sebastião Cruz, Blumenau             | APAN              | 3 - 0 | Minas           | 25-22, 28-26, 25-23               |
| 16ª giornata - 20 febbraio 2024 Arena Juscelino Kubitschek, Belo Horizonte  | Minas             | 0 - 3 | Sada            | 23-25, 21-25, 21-25               |
| 17ª giornata - 24 febbraio 2024 Centreventos Cau Hansen, Joinville          | Norte Catarinense | 1 - 3 | Minas           | 25-18, 23-25, 18-25, 21-25        |
| 18ª giornata - 2 marzo 2024 Ginásio Municipal Tancredo Neves, Montes Claros | AEESB             | 1 - 3 | Minas           | 16-25, 21-25, 25-21, 19-25        |
| 19ª giornata - 7 marzo 2024 Arena Juscelino Kubitschek, Belo Horizonte      | Minas             | 0 - 3 | Índios Guarus   | 20-25, 20-25, 18-25               |
| 20ª giornata - 15 marzo 2024 Ginásio Poliesportivo Raul Belém, Uberlândia   | Academia do Vôlei | 1 - 3 | Minas           | 25-22, 23-25, 25-27, 18-25        |
| 21ª giornata - 22 marzo 2024 Arena Juscelino Kubitschek, Belo Horizonte     | Minas             | 0 - 3 | Sesi            | 18-25, 20-25, 17-25               |
| 22ª giornata - 27 marzo 2024 Ginásio do Taquaral, Campinas                  | BVC               | 2 - 3 | Minas           | 27-25, 17-25, 25-23, 18-25, 11-15 |

#### Play-off scudetto
| Quarti di finale (gara 1) - 1º aprile 2024 Ginásio Ponte Grande, Guarulhos           | Índios Guarus | 1 - 3 | Minas         | 29-27, 23-25, 20-25, 30-32 |
| Quarti di finale (gara 2) - 5 aprile 2024 Arena Juscelino Kubitschek, Belo Horizonte | Minas         | 1 - 3 | Índios Guarus | 19-25, 22-25, 25-23, 19-25 |
| Quarti di finale (gara 3) - 10 aprile 2024 Ginásio Ponte Grande, Guarulhos           | Índios Guarus | 3 - 0 | Minas         | 25-19, 25-18, 25-22        |

### Coppa del Brasile
| Quarti di finale - 25 gennaio 2024 Ginásio Arnaldo José Celeste, Guarulhos | Índios Guarus | 3 - 1 | Minas | 19-25, 25-19, 25-23, 25-23 |

### Campionato mondiale

#### Fase a gironi
| 1ª giornata - 6 dicembre 2023 Koramangala Indoor Stadium, Bangalore | Ahmedabad Defenders | 0 - 3 | Minas | 22-25, 23-25, 19-25 |
| 2ª giornata - 7 dicembre 2023 Koramangala Indoor Stadium, Bangalore | Sir Safety Perugia  | 3 - 0 | Minas | 25-18, 26-24, 25-22 |

#### Fase finale
| Semifinale - 9 dicembre 2023 Koramangala Indoor Stadium, Bangalore | Suntory Sunbirds   | 2 - 3 | Minas | 25-22, 22-25, 30-28, 20-25, 15-17 |
| Finale - 10 dicembre 2023 Koramangala Indoor Stadium, Bangalore    | Sir Safety Perugia | 3 - 0 | Minas | 25-13, 25-21, 25-19               |

## Statistiche

### Statistiche di squadra
| Competizione        | Punti | In casa | In casa | In casa | In trasferta | In trasferta | In trasferta | Totale | Totale | Totale |
| Competizione        | Punti | G       | V       | P       | G            | V            | P            | G      | V      | P      |
| ------------------- | ----- | ------- | ------- | ------- | ------------ | ------------ | ------------ | ------ | ------ | ------ |
| Superliga Série A   | 34    | 12      | 6       | 6       | 13           | 7            | 6            | 25     | 13     | 12     |
| Coppa del Brasile   | -     | 0       | 0       | 0       | 1            | 0            | 1            | 1      | 0      | 1      |
| Campionato mondiale | 3     | -       | -       | -       | -            | -            | -            | 4      | 2      | 2      |
| Totale              | -     | 12      | 6       | 6       | 14           | 7            | 7            | 30     | 15     | 15     |

### Statistiche dei giocatori
| Giocatore     | Superliga Série A | Superliga Série A | Superliga Série A | Superliga Série A | Superliga Série A | Campionato mondiale | Campionato mondiale | Campionato mondiale | Campionato mondiale | Campionato mondiale |
| Giocatore     | P                 | PT                | AV                | MV                | BV                | P                   | PT                  | AV                  | MV                  | BV                  |
| ------------- | ----------------- | ----------------- | ----------------- | ----------------- | ----------------- | ------------------- | ------------------- | ------------------- | ------------------- | ------------------- |
| J.P. Ávila    | 1                 | 0                 | 0                 | 0                 | 0                 | -                   | -                   | -                   | -                   | -                   |
| A. Bento      | 9                 | 57                | 46                | 9                 | 2                 | -                   | -                   | -                   | -                   | -                   |
| F. Cipriano   | 0                 | 0                 | 0                 | 0                 | 0                 | 0                   | 0                   | 0                   | 0                   | 0                   |
| M. Coelho     | 24                | 129               | 113               | 10                | 6                 | 4                   | 38                  | 33                  | 3                   | 2                   |
| P.V. da Silva | 25                | 315               | 275               | 18                | 22                | 4                   | 49                  | 39                  | 3                   | 7                   |
| B. da Silva   | 7                 | 6                 | 5                 | 1                 | 0                 | 4                   | 2                   | 2                   | 0                   | 0                   |
| H. Guedes     | 0                 | 0                 | 0                 | 0                 | 0                 | -                   | -                   | -                   | -                   | -                   |
| L. Lóh        | 22                | 79                | 69                | 6                 | 4                 | 4                   | 3                   | 3                   | 0                   | 0                   |
| P. Meijon     | 14                | 1                 | 0                 | 0                 | 1                 | -                   | -                   | -                   | -                   | -                   |
| R. Michelucci | 20                | 141               | 88                | 45                | 8                 | 4                   | 33                  | 27                  | 4                   | 2                   |
| M. Nascimento | 25                | 0                 | 0                 | 0                 | 0                 | 4                   | 0                   | 0                   | 0                   | 0                   |
| S. Neufeld    | 21                | 45                | 42                | 3                 | 0                 | 2                   | 0                   | 0                   | 0                   | 0                   |
| L. Oishi      | 3                 | 0                 | 0                 | 0                 | 0                 | -                   | -                   | -                   | -                   | -                   |
| G. Orlando    | 24                | 43                | 16                | 20                | 7                 | 4                   | 7                   | 4                   | 2                   | 1                   |
| M. Radke      | 12                | 3                 | 1                 | 2                 | 0                 | 4                   | 0                   | 0                   | 0                   | 0                   |
| M. Sánchez    | 25                | 365               | 336               | 16                | 13                | 4                   | 67                  | 62                  | 4                   | 1                   |
| I. Santos     | 19                | 164               | 119               | 21                | 24                | 3                   | 14                  | 9                   | 3                   | 2                   |
| K. Souza      | 14                | 63                | 36                | 19                | 8                 | 2                   | 6                   | 5                   | 1                   | 0                   |
| A. Wilmot     | 10                | 31                | 18                | 13                | 0                 | 1                   | 0                   | 0                   | 0                   | 0                   |

P = presenze; PT = punti totali; AV = attacchi vincenti; MV = muri vincenti; BV = battute vincenti

NB: Non sono disponibili i dati relativi alla Coppa del Brasile e, di conseguenza, quelli totali.